# Kiwi de Mantell
Apteryx mantelli
Espèce
Statut de conservation UICN

 VU A2bce : Vulnérable
Le Kiwi de Mantell (Apteryx mantelli) est une espèce d'oiseaux incapables de voler de la famille des Apterygiformes. C'est l'espèce de kiwi la plus répandue de Nouvelle-Zélande, avec environ 25 000 individus. L'espèce a fait preuve d'une remarquable capacité d'adaptation et vit désormais dans des habitats qui ne sont pas ceux d'origine.

## Caractéristiques

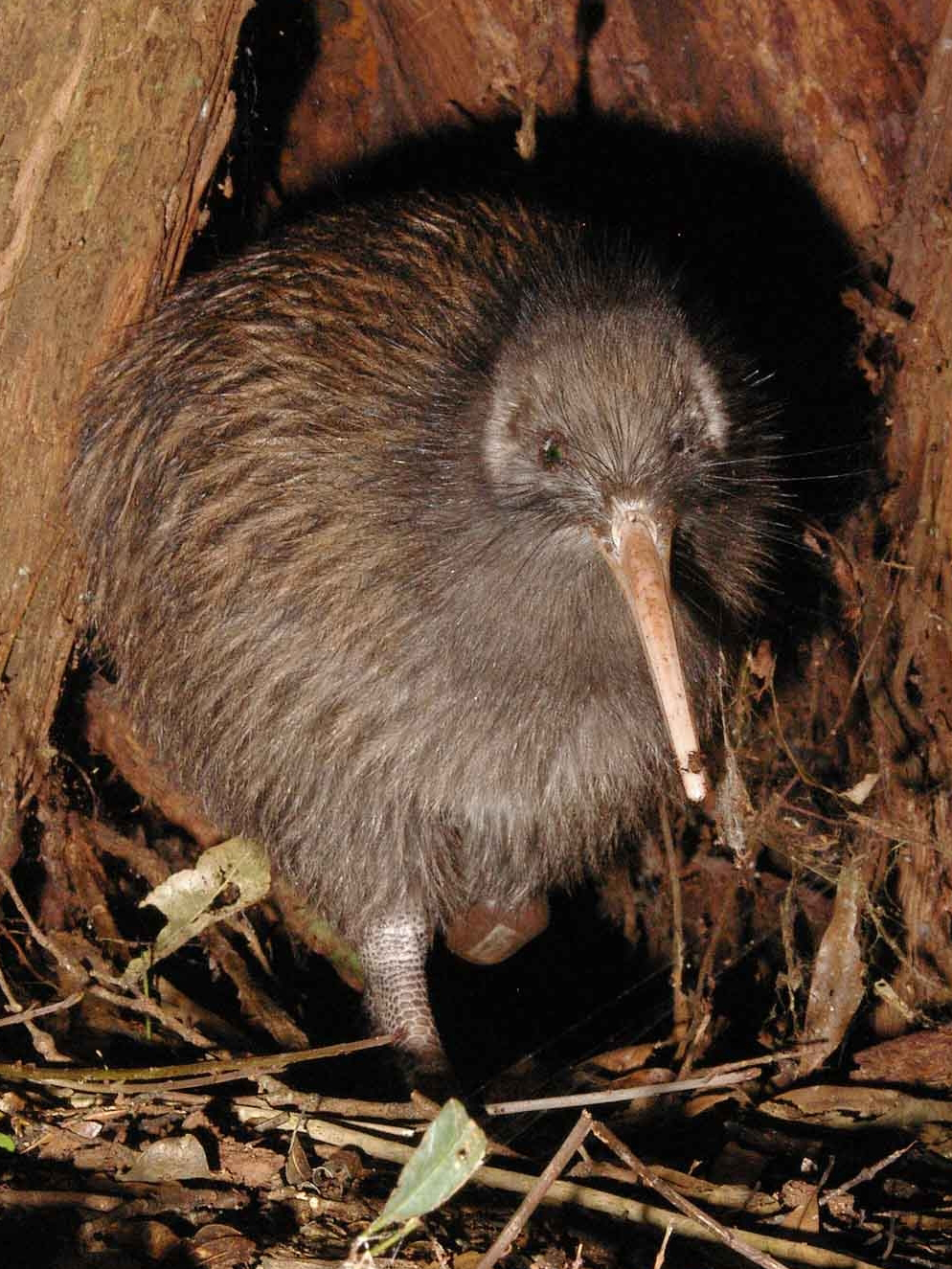
Kiwi mâle.

- C'est un oiseau nocturne, ne pouvant pas voler. Il vit dans des sortes de terriers, à l'intérieur de troncs ou sous des fougères arborescentes.
- Durée de vie moyenne : 30 ans
- Le kiwi de Mantell mesure entre 35 et 65 cm. La femelle est plus grande que le mâle.
- Le ratio poids de l'œuf par rapport au corps de la femelle est beaucoup plus élevé : un œuf mature fait en moyenne 15 à 20 % du poids de la femelle
- Le kiwi est certainement l'oiseau ayant l'odorat le plus développé ce qui lui permet de trouver sa nourriture, composée principalement de vers, d'araignées, d'invertébrés et de fruits tombés au sol, mais aussi des petites anguilles ou grenouilles occasionnellement.
- Le kiwi vit généralement sur un territoire pouvant atteindre 40 ha.

- La femelle pond deux œufs qui sont couvés par le mâle. L'éclosion a lieu 80 jours après la ponte[2].

- Le chant du mâle est comme un sifflement répété et aigu alors que le chant de la femelle est profond, guttural, aigu et répété 10 à 20 fois.
- Son poids est compris entre 2 et 3 kilos.

## Répartition

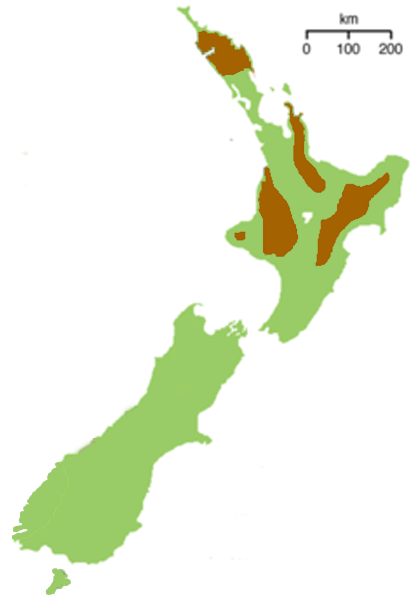
Zones de répartition de l'espèce (en brun).

Le kiwi de Mantell peuple le Nord de la Nouvelle-Zélande contrairement à son cousin austral qui vit au Sud.

## Habitat
Cet oiseau vit dans les zones boisées, les broussailles et les forêts.